# Condado de Trinity (Califórnia)
O condado de Trinity (em inglês:  Trinity County) é um dos 58 condados do estado americano da Califórnia. Foi fundado em 1850. A sede do condado é Weaverville. O condado não possui nenhuma localidade incorporada.

## Geografia
De acordo com o United States Census Bureau, o condado possui uma área de 8 308 km², dos quais 8 234 km² estão cobertos por terra e 73 km² por água.

## Demografia
Segundo o censo nacional de 2010, o condado possui uma população de 13 786 habitantes e uma densidade populacional de 1,6 hab/km². Possui 8 681 residências, que resulta em uma densidade de 1 residência/km².